# غلاليات

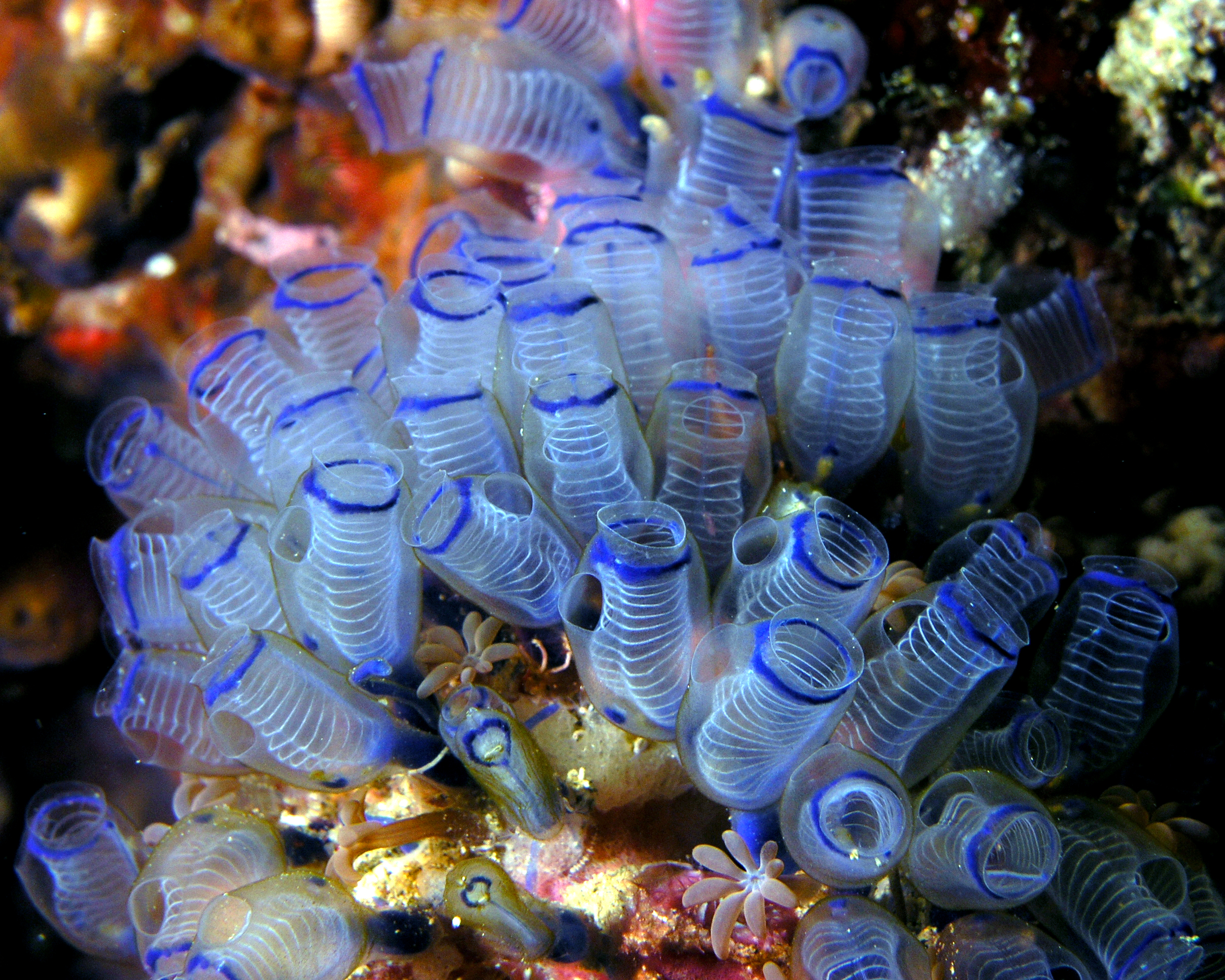
بخّأخ البحر

الغَلَالِيّات أو بَخَّاخَاتُ البَحْر أو القَمِيصِيّات أو حبليات الذنب  (الاسم العلمي: Tunicate) حيوان بحري في شكل زجاجة. تقضي حياتها ملتصقة بجسم ثابت في قاع المحيط. بخاخ البحر اسم لمجموعة من الحيوانات البحرية التي تسمّى أيضا بالزِقّيّات، تشتهر هذه الحيوانات بعادة بخ الماء من خلال إحدى فتحتي الجسم، ولبخاخ البحر البالغ جسم جلديُّ يشبه الزجاجة، ويقضي بقية حياته بعد البلوغ ملتصقاً على الحجارة والمحارات وبعض الأجسام الأخرى الثابتة. تعيش بعضُ بخاخات البحر معًا في مجمّعات، ويتلقى الحيوانُ البالغُ طعامه من الماء الذي يمتصه إلى مجراه الهضمي عبر إحدى فتحتي الجسم التي تسمى السيفون الداخلي الاتجاه. ويقوم ببخ الماء إلى الخارج من الفتحة الأخرى المسماة السيفون الخارجي الاتجاه.
يمر بخاخ البحر عبر طور يَرَقيّ قبل اكتمال نموّه. وتبدو اليرقة كفرخ الضفدع، وفي مقدورها السباحة في محيطها القريب، ولليرقة حبل ظهري يمتد حتى نهاية الذنب. وبسبب عظمة الظهر هذه، فإن العلماء يعتقدون أن بخاخ البحر ذو صلة بأبسط الحيوانات الشبيهة بالأسماك، وهي الرميح والجلكي. تفقدُ اليرقةُ شكلَهَا الضفدعيَّ المبكّرَ خلال أيام وتستقر في قاع البحر، ولا تلبث أن تتطور إلى شكل البلوغ.

## معرض صور

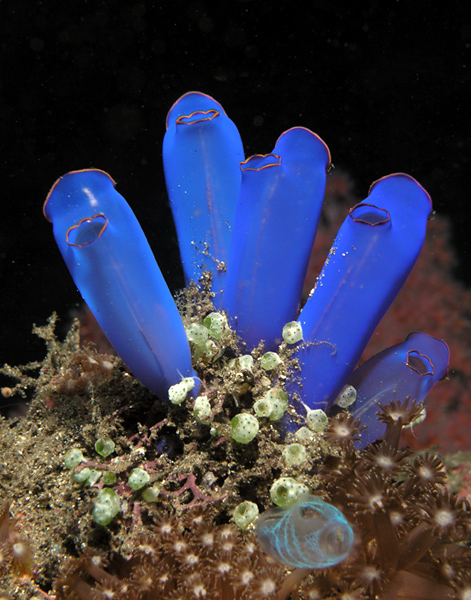
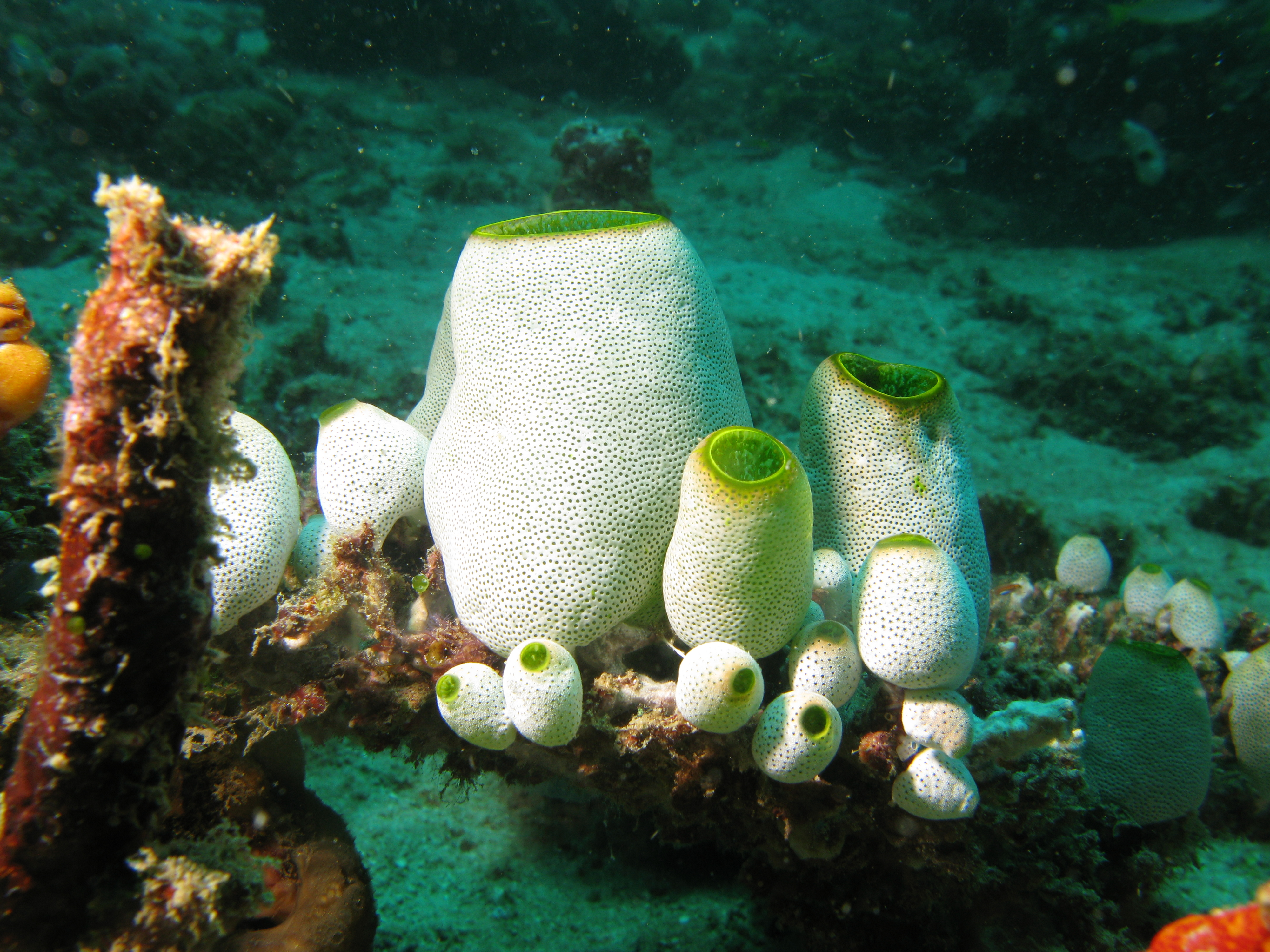
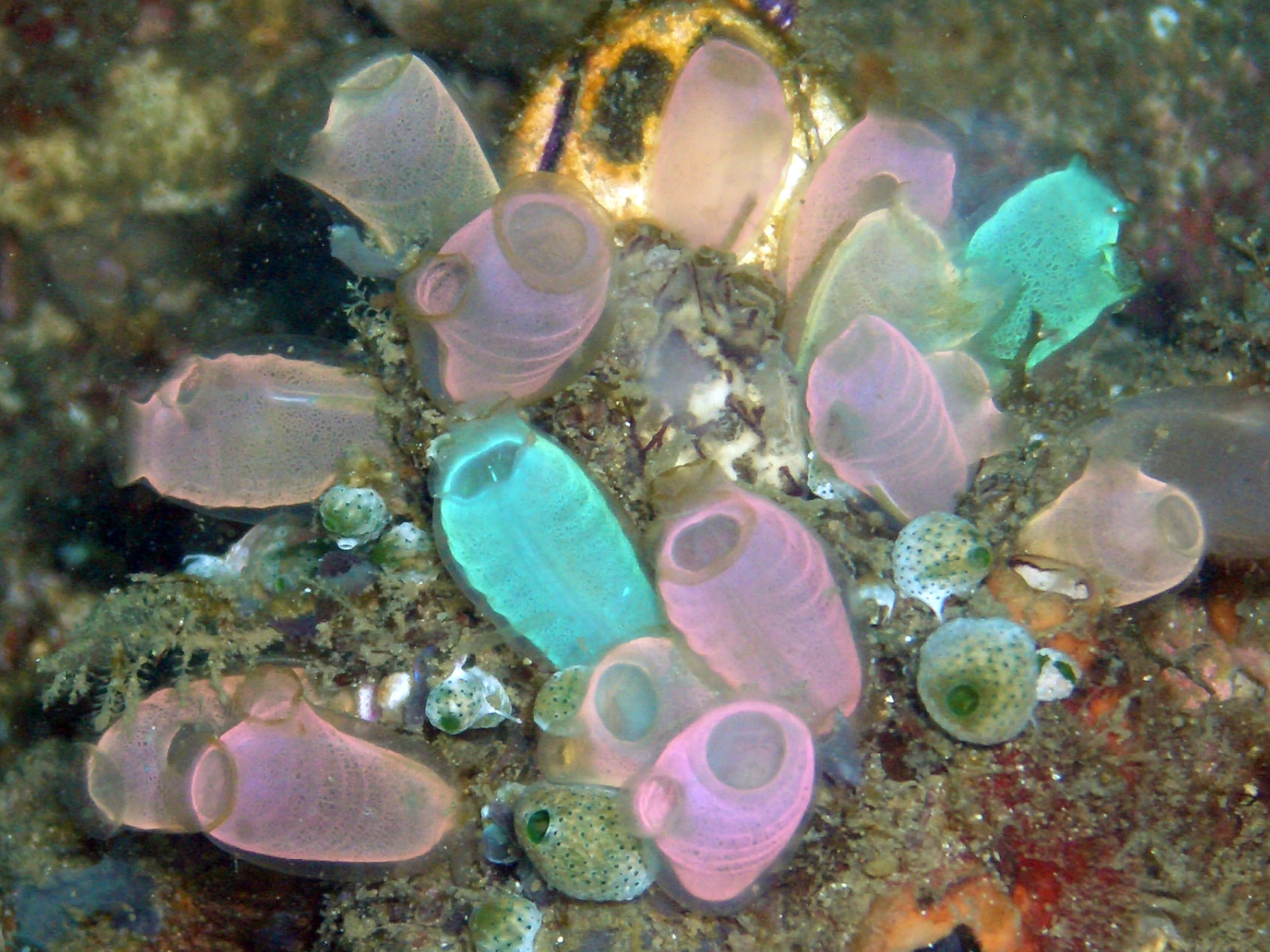